# Amphipoea conjuncta
Amphipoea conjuncta là một loài bướm đêm trong họ Noctuidae.